# Charles S. Johnson
Charles Spurgeon Johnson (24 de julho de 1893 – 27 de outubro de 1956) foi um sociólogo e administrador universitário americano, o primeiro presidente negro da historicamente negra Fisk University e um defensor vitalício da igualdade racial e do avanço dos direitos civis dos afro-americanos e de todos minorias étnicas. Ele preferia trabalhar em colaboração com grupos brancos liberais no Sul, silenciosamente como um "ativista secundário", para obter resultados práticos.
Sua posição é frequentemente contrastada com a de WEB Du Bois, que era um poderoso e militante defensor dos negros e descreveu Johnson como "conservador demais". Durante os estudos acadêmicos de Johnson e a liderança da Fisk University nas décadas de 1930 e 1940, o Sul tinha institucionalizado a segregação racial e práticas discriminatórias baseadas nas leis Jim Crow, inclusive tendo cassado a maioria dos eleitores negros em constituições aprovadas na virada do século. Pessoalmente, Johnson foi inabalável em sua oposição a esse sistema opressivo, mas trabalhou duro para mudar as relações raciais e conseguir ganhos práticos a curto prazo.
Seu neto Jeh Johnson serviu como Secretário de Segurança Interna dos Estados Unidos, de 2013 a 2017.

## Infância e educação
Johnson nasceu em 1893 em Bristol, Virgínia, de pais bem-educados. Seu pai era um respeitado pastor batista e sua mãe foi educada em escola pública. Ele frequentou um internato em Richmond, Virgínia, e depois se formou em sociologia pela Virginia Union University. Posteriormente, ele começou a pós-graduação em sociologia na Universidade de Chicago, embora seus estudos tenham sido interrompidos pelo serviço na França durante a Primeira Guerra Mundial como suboficial do exército dos Estados Unidos. Depois de retornar aos Estados Unidos, ele retomou o trabalho de pós-graduação na Universidade de Chicago, onde obteve seu Ph.D. em sociologia. Em 1920, Johnson casou-se com Marie Antoinette Burgette. Quando ele foi nomeado diretor de pesquisa e investigação da National Urban League, o casal mudou-se para a cidade de Nova York.

## Carreira
Após o motim racial de 1919, quando os negros lutaram contra os ataques dos brancos como parte da violência urbana em várias cidades durante o Red Summer, Johnson trabalhou como pesquisador para a National Urban League e, em 1921, tornou-se diretor de pesquisa da Liga.  Durante seu tempo com a National Urban League, ele também fundou a revista Opportunity como uma saída para a expressão negra nas artes. Ele foi o principal pesquisador e autor da Chicago Commission on Race Relations para seu relatório sobre o motim. Jornais da época relataram que os instigadores eram em grande parte de etnia irlandesa tentando manter o domínio econômico e social sobre os negros no sul de Chicago ; Johnson observou que os afro-americanos se rebelaram contra a negação de oportunidades econômicas e sociais. Seu trabalho foi fundamental para The Negro in Chicago: A Study of Race Relations and a Race Riot (1922), publicado pela University of Chicago Press. Foi considerado um modelo clássico para relatórios abrangentes de comissões.
Na década de 1920, Johnson mudou-se para a cidade de Nova York, onde se tornou diretor de pesquisa da National Urban League. Ele foi um "empresário do Renascimento do Harlem", o movimento criativo dos escritores e artistas afro-americanos da época. Ele editou dois jornais que publicaram muitos escritores da época e estabeleceu prêmios na National Urban League para reconhecer jovens escritores. No Harlem, ele defendeu os artistas negros dizendo que eles devem usar suas próprias experiências como base para sua criatividade, rejeitando os padrões europeus. Seu objetivo era melhorar a autoimagem e o caráter do negro, e ele sentiu que escrevendo eles poderiam conseguir isso.

### Retorno ao Sul
Johnson ansiava por retornar ao Sul, não apenas para estudar as relações raciais, mas também para mudá-las. Em 1926 mudou-se para Nashville, assumindo o cargo de presidente do Departamento de Sociologia da Fisk University, uma faculdade historicamente negra. Lá ele escreveu ou dirigiu numerosos estudos sobre como fatores jurídicos, econômicos e sociais combinados produziram uma estrutura racial opressiva. Duas de suas obras se tornaram clássicos: Shadow of the Plantation (1934) e Growing up in the Black Belt (1940).
Em 1929, um missionário americano na Libéria relatou que as autoridades liberianas estavam usando soldados para reunir pessoas tribais que foram enviadas para a ilha de Fernando Po como trabalhadores forçados. O governo liberiano negou as acusações e convidou uma comissão de inquérito da Liga das Nações. Cuthbert Christy, da Grã-Bretanha, chefiou a comissão. Johnson era o representante dos Estados Unidos. O ex-presidente da Libéria, Arthur Barclay, representou seu país. A comissão começou a trabalhar em 8 de abril de 1930. O resultado das investigações foi um relatório franco apresentado em setembro de 1930. Descobriu que os trabalhadores haviam sido recrutados "sob condições de compulsão criminosa dificilmente distinguíveis de invasão de escravos e comércio de escravos". Como resultado do relatório Christy, o presidente Charles DB King e o vice-presidente Allen N. Yancy renunciaram.
Em 1930, Johnson recebeu o Prêmio Harmon de Ciência, por seu trabalho O Negro na Civilização Americana. Durante a Segunda Guerra Mundial, Johnson examinou as relações raciais urbanas em um momento em que os brancos lutavam para preservar seu poder e privilégio, especialmente na educação, emprego e moradia. Um de seus trabalhos mais importantes nesse período foi um estudo de 98 páginas sobre a comunidade afro-americana de São Francisco, que destacou o racismo institucional em toda a cidade e como os afro-americanos, muitas vezes migrantes recentes do sul, constroem suas comunidades em lugares como Hunters Point e o Distrito de Fillmore.
Em 1946, Johnson foi nomeado o primeiro presidente negro da Fisk University. Ele atraiu professores excepcionais, incluindo o autor Arna Bontemps, James Weldon Johnson, Aaron Douglas e outros. Em 1946, Johnson foi um dos 20 educadores americanos selecionados para aconselhar sobre a reforma educacional no Japão ocupado. Ele também foi consultor de várias conferências da Casa Branca relacionadas à juventude na sociedade americana e membro do primeiro Conselho de Bolsas Estrangeiras do Programa Fulbright.
Johnson viveu para comemorar a histórica decisão da Suprema Corte Brown v. Board of Education (1954), que determinou que a segregação racial nas escolas públicas era inconstitucional. Ele desempenhou um papel fundamental no esforço para implementar a decisão diante da " resistência maciça" no sul. Seu trabalho e o de seus colegas também contribuíram para a aprovação da legislação federal de direitos civis em meados da década de 1960.
Ele era um membro da fraternidade Alpha Phi Alpha. Ele também foi membro fundador do capítulo Zeta Rho da fraternidade musical Phi Mu Alpha Sinfonia, fundado em Fisk em 1953.
Johnson morreu inesperadamente em 1956. Ele estava viajando de trem de Nashville para Nova York quando teve um ataque cardíaco na plataforma de uma parada em Louisville, Kentucky. Ele tinha 63 anos.

## Obras notáveis
- Editor, Opportunity: A Journal of Negro Life, a publicação oficial da National Urban League
- Editor, Ebony and Topaz, 1928[13]

Os trabalhos acadêmicos de Johnson incluem:
- O Negro na Civilização Americana; A Study of Negro Life and Race Relations in the Light of Social Research, Nova York: Henry Holt, 1930.
- O colapso do arrendamento do algodão. Resumo de estudos de campo e pesquisas estatísticas, 1933–35, com Edwin R. Embree [e] WW Alexander. Chapel Hill: University of North Carolina Press, 1935.
- O trabalhador de guerra negro em San Francisco, um estudo local de 1944.
- Shadow of the Plantation Chicago: University of Chicago Press, c. 1934/reimpresso em 1966.
- Crescendo na Faixa Preta; Juventude Negra no Sul Rural. Com uma introdução de St. Clair Drake. Preparado para a Comissão da Juventude Americana, Conselho Americano de Educação, c. 1941; reimpresso NY: Schocken Books, 1967.
- "The Negro Renaissance and Its Significance" (1954), reimpresso em Remembering the Harlem Renaissance, Ed. Cary D. Wintz. Nova York: Garland, 1996, pp. 226–34.
- The Negro College Graduate NY: Negro Universities Press, 1969.
- Educação e Processo Cultural; trabalhos apresentados no simpósio comemorativo do septuagésimo quinto aniversário da fundação da Fisk University, de 29 de abril a 4 de maio de 1941. Editado por Charles S. Johnson. NY: Negro Universities Press, 1970. LC2717 E36